# Khu bảo tồn động vật hoang dã Okapi
Khu bảo tồn động vật hoang dã Okapi là một khu bảo tồn tự nhiên của rừng Ituri, lưu vực sông Congo ở đông bắc của Cộng hòa Dân chủ Congo, gần biên giới với Nam Sudan và Uganda. Với diện tích 14.000 km², khu bảo tồn này chiếm một phần năm diện tích của khu rừng Ituri.

## Vị trí
Sông Nepoko, Ituri và Epulu chảy qua khu bảo tồn này. Núi Mbiya hùng vĩ nhìn ra ngôi làng Epulu. Khu bảo tồn là nơi sinh sống của 5.000 cá thể hươu đùi vằn hay được gọi là Okapi, cái tên được lấy cho khu bảo tồn. Ngoài ra, đây còn là nhà của 4.000 cá thể voi, 2.000 con Báo hoa mai, Tinh tinh, Cá sấu, Trâu rừng rậm châu Phi và Cheo cheo nước. Với hơn 300 loài chim, đây là một trong những khu vực bảo tồn chim quan trọng nhất châu Phi lục địa. Trong ranh giới khu bảo tồn là những ngôi làng của Người Mbuti và Bantu bản địa châu Phi.

## Lịch sử
Khu bảo tồn được thành lập với sự hỗ trợ của Dự án bảo tồn Okapi vào năm 1992. Dự án tiếp tục hỗ trợ khu bảo tồn bằng cách đào tạo và trang bị thiết bị phục vụ cho công tác bảo vệ động vật hoang dã và hỗ trợ cải thiện cuộc sống của các cộng đồng dân cư lân cận. Được UNESCO công nhận là Di sản thế giới từ năm 1996 nhưng chỉ sau một năm, khu bảo tồn đã bị liệt vào Danh sách di sản thế giới bị đe dọa chủ yếu là do nạn phá rừng, đốt nương làm rẫy, và săn bắn thương mại các loại thịt rừng. Các mỏ khai thác vàng cũng là mối đe dọa đối với khu bảo tồn. Từ năm 2005, cuộc nội chiến ở phía đông đất nước lan rộng đến khu bảo tồn, khiến các nhân viên bảo vệ đã phải chạy trốn hoặc sơ tán. Trong khi người dân bản địa Mbuti và Bantu với truyền thống tôn trọng núi rừng và động vật hoang dã tự nhiên thì những người nhập cư vào khu vực không cảm thấy có mối liên hệ tương tự với vùng đất này. Thiếu kinh phí do điều kiện kinh tế và chính trị yếu kém của Cộng hòa Dân chủ Congo cũng khiến khu bảo tồn bị đe dọa. Hy vọng về du lịch sinh thái có thể giúp phát triển kinh tế khu vực, giúp tăng kinh phí hoạt động và nâng cao nhận thức của cộng đồng.

## Bảo tồn
Đúng như tên gọi của nó, khu bảo tồn là nơi có số lượng lớn loài hươu đùi vằn. Tính đến năm 1996, số lượng của chúng ước tính từ 3.900-6350 cá thể. Số lượng loài trên toàn cầu hiện nay là từ 10.000-20.000 cá thể. Đây cũng là địa điểm của Trung tâm nghiên cứu và bảo tồn Epulu nằm trên bờ sông Epulu. Cơ sở này có từ năm 1928 khi được thành lập bởi nhà nhân chủng học người Mỹ Patrick Putnam như một trạm bắt nhốt, nơi những con hươu đùi vằn hoang dã bị bắt và gửi đến các sở thú của Mỹ và châu Âu. Cho đến năm 2012, nó vẫn phục vụ với chức năng đó. Vào năm 2012, một cuộc tấn công của phiến quân đã khiến những con hươu đùi văn bị nhốt trong trung tâm chết.